# Лудвиг Албрехт Гебхарди
Лудвиг Албрехт Гебхарди ( -{Ludwig
Albrecht Gebhardi}-) био је немачки историчар (13. 4.
1735, Линебург — 26. 10. 1802, Хановер).
Учио је школе у месту рођења и у Гетингену.
1765. постао је професор на витешкој
академији (Gymnasium illustre) у Линебургу,
а 1799. библиотекар, архивар и
дворски хановерански историограф. По
знању није раван свом оцу, историку и
генеалогу Јовану Лудвигу Гебхардију. Ипак
је био за своје доба добар историчар, особито
за историју северних и источних
европских народа. За знамениту збирку:
Allgemeine Weltgeschichte von der Schöpfung an bis auf gegenvärtige Zeit. Nach W. Guthril, Ј. Gray und anderen Gelehrten von Chr. Gottl. Heyne (1—17, Leipzig,
1765—1808) написао je Geschichte des Reiches Ungarn und der damit verbundenen Staaten (16,1—4, Leipzig, 1778—82).
Поред историје Мађарске је ту обрађена
историја Далмације, Хрватске, Славоније,
Бугарске и т. д. Трећи одељак у
овоме тому је: Geschichte der Königreiche Servien, Raszien, Bosnien und Rama, с додатком:
Geschichte des Freistaats Ragusa.
Цело је ово дело прештампавано, на пр. у
Брну 1788, а прештампавана је за себе и
сама српска историја, на пр. у Пешти 1808.
Гебхардијева српска историја је прва српска опширна
историја немачки написана, и то за оно
доба не рђаво, јер је писац употребио све
приступачне изворе и целу литературу.
Нетачности, неспоразума, па и пакости,
ипак има. — Цео трећи одељак, осим дубровачке
историје, превео је у старим годинама
Јован Рајић, посветио је митрополиту
Стратимировићу и штампао у Бечу 1793.
Рајић редовно није преводио научни апарат
Гебхардија, али је додавао примедбе, у којима
је допуњавао и побијао Гебхардија, с којим је,
иначе, био у преписци.

## Извор
- Овај чланак, или један његов део, изворно је преузет из Народне енциклопедије српско-хрватско-словеначке, чланка ГЕБХАРДИ ЛУДВИГ АЛБРЕХТ чији је аутор Никола Радојчић.